# Luftwechselrate

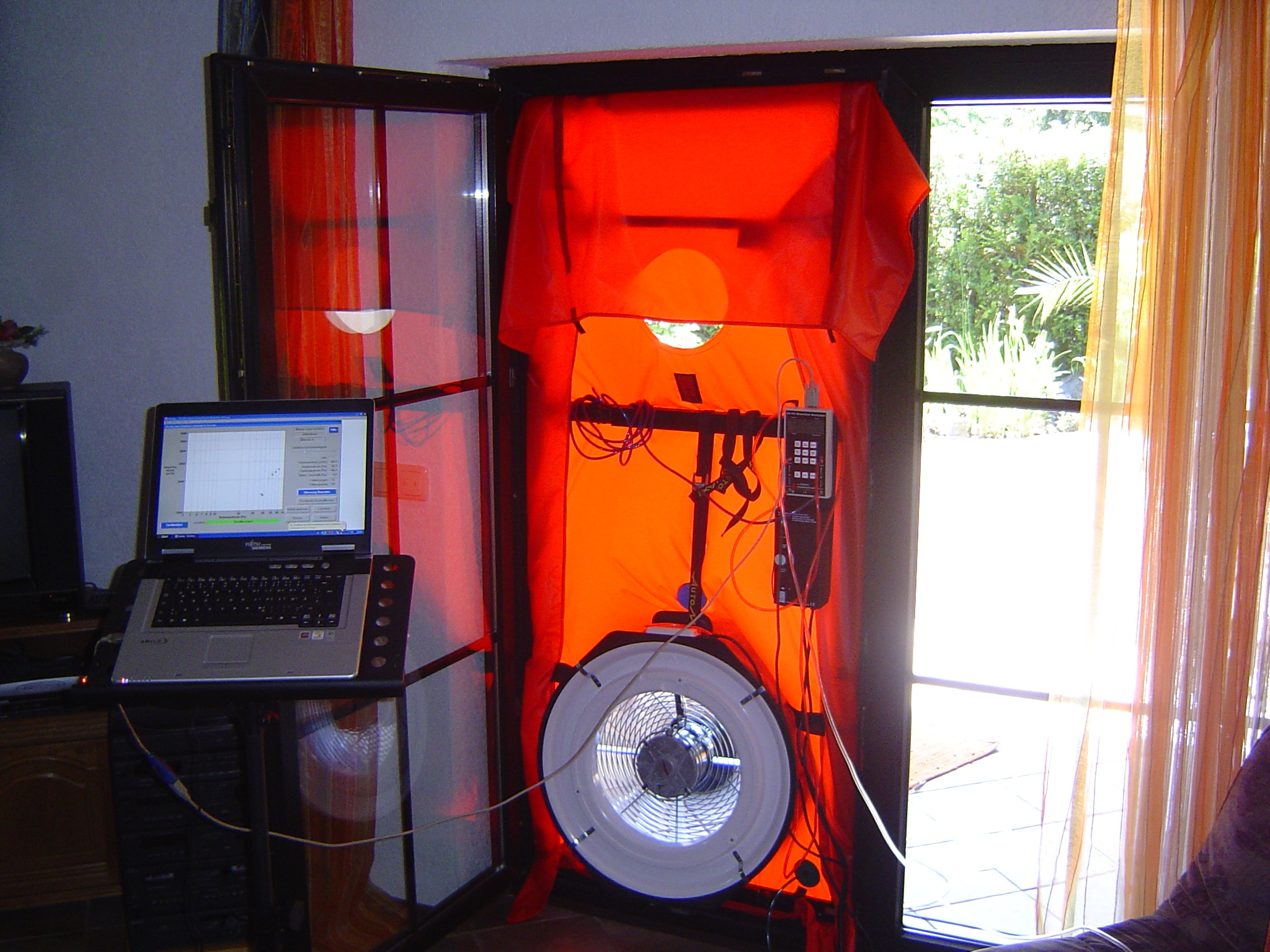
Eingebautes Blower-Door-Gerät zur Messung der Luftwechselrate

Die Luftwechselrate n ist ein Maß für den Zuluftvolumenstrom der Raumluft bezogen auf das Bauvolumen von Gebäuden oder Innenräumen. Sie spielt in der Belüftungstechnik und der Heiztechnik eine Rolle.

## Definition
Die Luftwechselrate in der Einheit 1/h gibt das Vielfache des Raumvolumens an, das als Zuluft zugeführt oder als Abluft abgeführt wird.
Beispiel: n = 15rv/h: Das 15-fache Raum-/Gebäudevolumen wird in einer Stunde ausgetauscht.(rv = Raumvolumen)
Diese Aussage gilt streng genommen nur für die Verdrängungslüftung. Bei der Verdünnungslüftung liegt die Rate der tatsächlich ausgetauschten Luft wesentlich niedriger.

## Beispiel Außenluftstrom
Die Außenluftrate wird bestimmt durch die Anzahl der in den zu versorgenden Räumen sich aufhaltenden Personen sowie der Außenluftrate pro Person gemäß den gültigen Vorschriften.
Empfohlene Außenluftraten pro Person sind zum Beispiel für:
- Großraumbüros                         36 m³/h
- Gaststätten                           40 m³/h
- Einzelbüros, Konferenzräume, Hörsäle  30 m³/h
- Theater, Säle, Hallen                 20 m³/h

Wenn mit einer zusätzlichen Geruchsbelästigung zu rechnen ist, werden die genannten Werte um ca. 20 bis 50 % erhöht.

## Beispiele Luftwechselraten
Für die Festlegung der Luftwechselrate ist die Art der Raumnutzung zuständig.
Empfohlene Luftwechselrate sind zum Beispiel für:
- Büroräume                    3- bis 6-fach pro Stunde
- Gasträume, Versammlungsräume 5- bis 10-fach pro Stunde
- Hörsäle                      8- bis 10-fach pro Stunde
- Kaufhäuser                   4- bis 6-fach pro Stunde
- Kinos, Theater               4- bis 6-fach pro Stunde
- Schwimmhallen                3- bis 4-fach pro Stunde
- Toiletten                    4- bis 6-fach pro Stunde
- Laboratorien                 8- bis 15-fach pro Stunde
- Küchen                      20- bis 30-fach pro Stunde
- Verkehrsflugzeuge                ca. 25-fach pro Stunde[1]

Unabhängig von der Luftwechselrate ist jedoch dafür Sorge zu tragen, dass in den betroffenen Räumen das gesamte Raumvolumen erfasst und gewechselt wird.

## Luftwechselraten50als Dichtemaß
Die Luftwechselrate n50 ist ein Maß für die Luftdichtheit eines Gebäudes. Diese Zahl ergibt sich aus dem Luftvolumenstrom, der sich pro Stunde einstellt, wenn eine Druckdifferenz von 50 Pa  aufrechterhalten wird, dividiert durch das Gebäudevolumen. Je kleiner die Zahl ist, desto dichter ist das Gebäude. Für normale Gebäude ohne raumlufttechnische Anlagen wird eine Luftwechselrate von  {\displaystyle n_{50}\leq 3}, von solchen mit Raumlufttechnik-Anlagen wird  {\displaystyle n_{50}\leq 1{,}5} verlangt. Für Passivhäuser gilt {\displaystyle n_{50}\leq 0{,}6}. Die Messung wird z. B. mit dem Blower-Door-Test (Differenzdruck-Messverfahren) verwirklicht.

## Hygienische Mindestluftwechselrate
Die hygienische Mindestluftwechselrate liegt bei etwa 0,3/h. Sie ist ein Mindestmaß für die Sicherstellung von Frischluft, unterhalb dem Geruchsprobleme, Staub- und Mikroorganismenbelastung sowie zu hohe Radonkonzentrationen auftreten können.